# بخش بیگ فورک، شهرستان ایتاسکا، مینه سوتا
بخش بیگ فورک (به انگلیسی: Bigfork Township) یک منطقهٔ مسکونی در ایالات متحده آمریکا است که در شهرستان ایتاسکا، مینه‌سوتا واقع شده‌است.
 بخش بیگ فورک ۱۲۸٫۵ کیلومتر مربع مساحت و ۳۲۱ نفر جمعیت دارد و ۴۰۲ متر بالاتر از سطح دریا واقع شده‌است.